# トリホニダ湖
トリホニダ湖（ギリシア語: Λίμνη Τριχωνίδα - Limni Trichonida、古代ギリシア語: Λίμην Τριχωνίς - limen Trichonis）は、ギリシャの湖。エトリア＝アカルナニア県東部のアグリニオの南東、ナフパクトスの北西に位置する。面積は98.6平方キロメートルで、自然にできた湖としてはギリシャ最大である。湖の幅は最長19キロメートル、水深は最大58メートルである。
100万年前のトリホニダ湖は現在よりもずっと広大で、いまは平原となっているエトリア＝アカルナニア県の中央部まで広がっていた。湖の北と北東には、パナイトリコ山地がある。東から時計回りにテルモ、マクリニア、アラキントス、テスティイス、パラヴォラの各行政区が湖を取り囲んでいる。湖岸には、カエデやマツの美しい森林が広がる。湖とその周囲は、200種を超す鳥類の棲息地ともなっている。一帯には農場や、多くの村落もある。

## ギャラリー

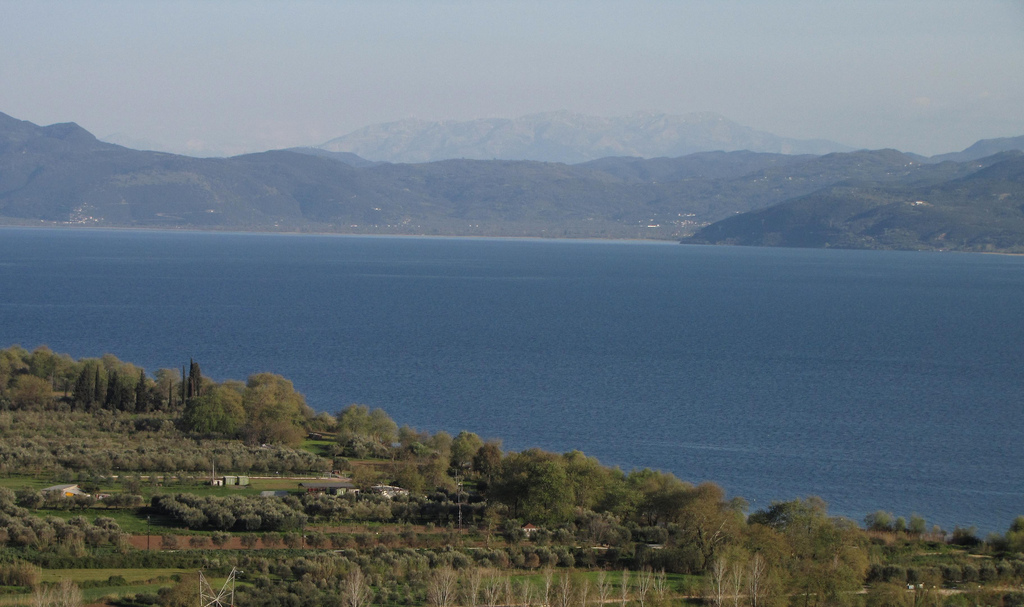
トリホニダ湖
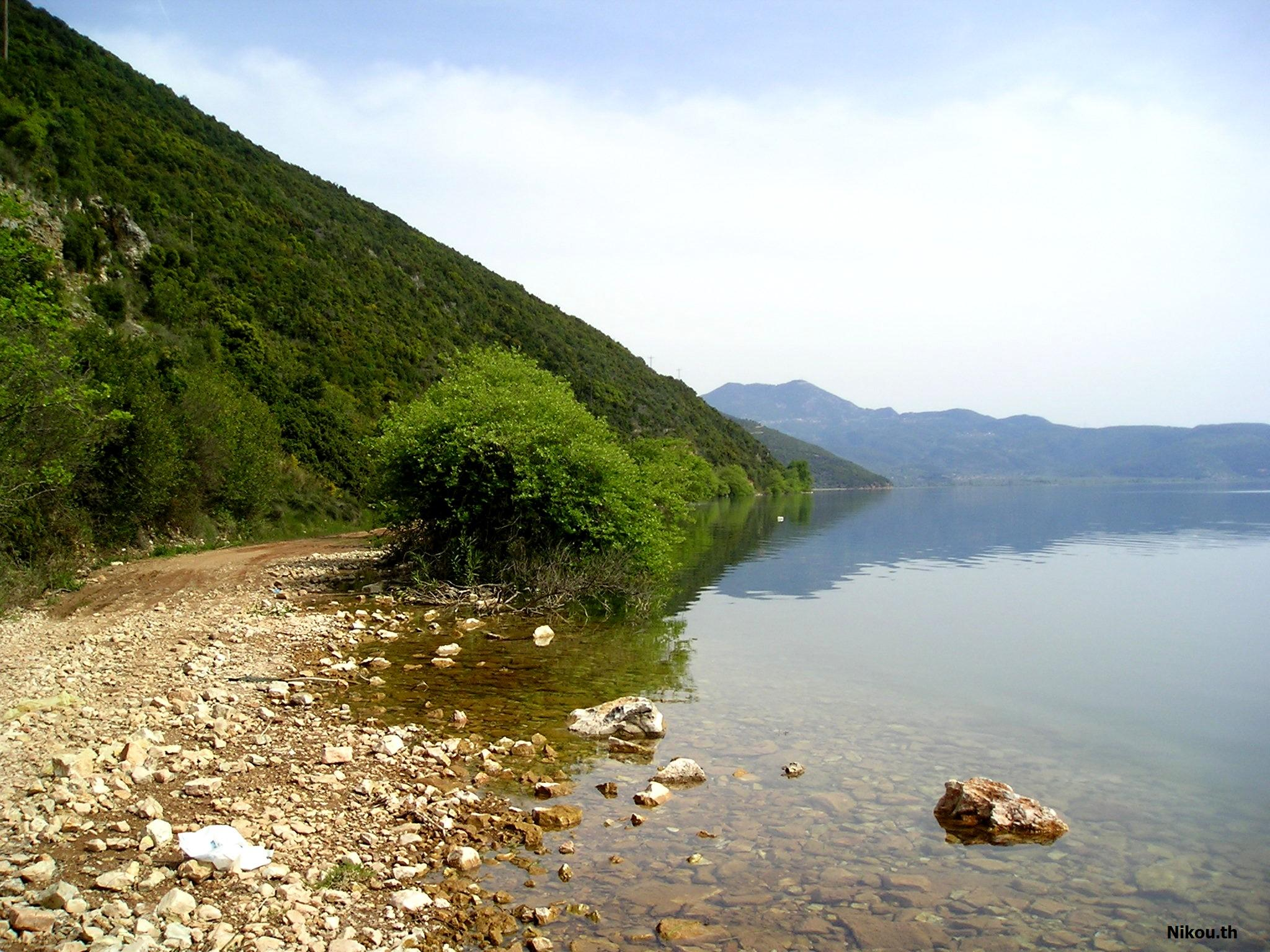
トリホニダ湖
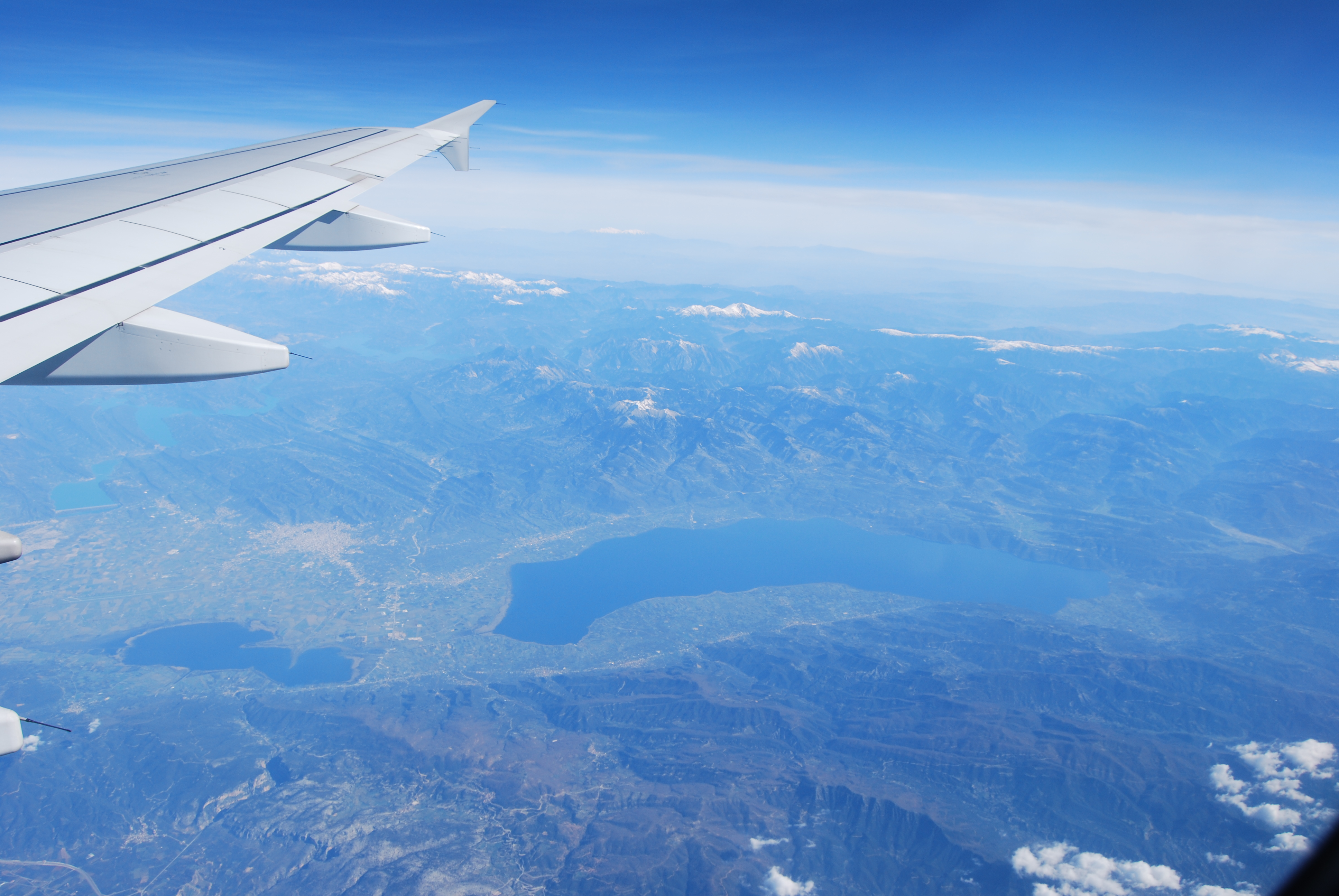
上空から見たトリホニダ湖とリシマヒア湖